# Aulnay, Vienne
Aulnay är en kommun i departementet Vienne i regionen Nouvelle-Aquitaine i västra Frankrike. Kommunen ligger i kantonen Moncontour som tillhör arrondissementet Châtellerault. År 2022 hade Aulnay 101 invånare.

## Befolkningsutveckling
Antalet invånare i kommunen Aulnay
| Referens: INSEE |